# Asiagoal Bischkek
Der FK Asiagoal Bischkek (kirgisisch Футбол Клубу Азиягол́) ist ein kirgisischer Fußballverein aus Bischkek. Aktuell, Stand April 2025, spielt der Verein in der ersten Liga.

## Geschichte
Der Verein wurde im Dezember 2024 gegründet und startete 2025 in der ersten Liga.

## Stadion
Der Verein trägt seine Heimspiele im Dölön-Ömürsakow-Stadion in Bischkek aus. Das Stadion hat ein Fassungsvermögen von 23.000 Personen.

## Saisonplatzierung
| Saison | Liga     | Level | Platz | Kyrgyzstan Cup |
| ------ | -------- | ----- | ----- | -------------- |
| 2025   | Top Liga | 1     |       |                |

## Trainer
| Trainer        | Nation     | von          | bis   |
| -------------- | ---------- | ------------ | ----- |
| Islam Akhmedov | Usbekistan | 1. März 2025 | heute |

## Aktueller Kader
Stand: März 2025
| Nr. |             | Position | Name                    |
| --- | ----------- | -------- | ----------------------- |
| 1   | Kirgisistan | TW       | Dastan Alybekov         |
| 3   | Kirgisistan | AB       | Maksat Dzhakybaliev     |
| 4   | Kirgisistan | AB       | Askarbek Saliev         |
| 5   | Kirgisistan | AB       | Adilet Nurlan uulu      |
| 6   | Kirgisistan | MF       | Almaz Smatov            |
| 7   | Kirgisistan | MF       | Semetey Daniyarov       |
| 8   | Kirgisistan | MF       | Aziz Sydykov            |
| 9   | Kirgisistan | ST       | Urustom Zhyldyzbek uulu |
| 10  | Kirgisistan | MF       | Arlen Sharshenbekov     |
| 11  | Kirgisistan | ST       | Atay Dzholdoshbekov     |
| 13  | Kirgisistan | TW       | Kutman Kadyrbekov       |
| 14  | Usbekistan  | MF       | Azamat Maksumov         |
| 15  | Kirgisistan | AB       | Adilet Ismanali uulu    |
| 16  | Kirgisistan | TW       | Azamat Sagynbekov       |

| Nr. |             | Position | Name                    |
| --- | ----------- | -------- | ----------------------- |
| 17  | Kirgisistan | AB       | Islam Bozulanov         |
| 18  | Kirgisistan | MF       | Mukhammad Karimov       |
| 19  | Kirgisistan | AB       | Amanbek Manybekov       |
| 20  | Kirgisistan | ST       | Marlen Murzakhmatov     |
| 21  | Kirgisistan | AB       | Almazbek Malikov        |
| 22  | Kirgisistan | ST       | Temirbolot Tapayev      |
| 23  | Kirgisistan | MF       | Gadzhiramazan Velibekov |
| 25  | Kirgisistan | MF       | Ariet Zhamalidinov      |
| 27  | Kirgisistan | MF       | Bekzat Kenzhebekov      |
| 29  | Kirgisistan | AB       | Avazbek Otkeev          |
| 39  | Kirgisistan | AB       | Asylbek Iskakov         |
| 55  | Usbekistan  | AB       | Timur Nabiev            |
| 67  | Kirgisistan | MF       | Arsen Sharshenbekov     |
| 87  | Kirgisistan | AB       | Sultanbek Bakytbek Uulu |